# Deutschtumsbund zur Wahrung der Minderheitenrechte
Der Deutschtumsbund zur Wahrung der Minderheitenrechte (DB) war eine Partei der deutschen Minderheit in der Zweiten Polnischen Republik von 1921 bis 1923. Nach dem Verbot der Partei wurde mit der Deutschen Vereinigung im Sejm und Senat für Posen, Netzegau und Pommerellen (DV) eine Nachfolgeorganisation gegründet.

## Geschichte
Der DB wurde am 8. Mai 1921 gegründet, als die beiden Parteien Deutsche Partei-Vereinigung des deutschen Volkstums in Polen und Zentralarbeitsgemeinschaft der Politischen Parteien sich zusammengeschlossen haben. Sie vertrat rechtsorientierte Positionen und war überwiegend vom Großgrundbesitz geprägt und geführt. Vorsitzender war 1921 bis 1923 Eugen Naumann, Stellvertreter Wilhelm von Born-Fallois und Fritz Partikel. Die Partei wurde am 23. August 1923 verboten und behördlich aufgelöst.
Nach dem Verbot wurde 1923 die „Deutsche Vereinigung im Sejm und Senat für Posen, Netzegau und Pommerellen“ gegründet. Diese Gruppierung war formell überparteilich, setzte aber die konservative, rechtsstehende Politik der DB fort. Diese Vereinigung wurde 1934 von der Deutschen Vereinigung für Posen und Pommerellen abgelöst.
Als Parteiorgan gab sie die „Deutsche Rundschau in Polen“ in Bromberg heraus.

## Nationale Wahlen
Zu den Wahlen zum Sejm und Senat trat der DB 1922 auf einer gemeinsamen Liste des Blocks der Nationalen Minderheiten (BNM) an. 1922 konnte die Partei sechs Sejm-Abgeordnete und zwei Senatoren stellen. Die Abgeordneten gehörten der Fraktion der Deutschen Vereinigung im Sejm und Senat für Posen, Netzegau und Pommerellen an.
1928 trat die DV erneut im Rahmen des BNM an. Nun konnten neun Sejm-Abgeordnete und drei Senatoren gestellt werden. 1930 trat die DV im Rahmen des Deutschen Wahlblocks an und erhielt zwei Sitze im Sejm und einen im Senat.
| Wahlperiode      | Abgeordneter               | Kammer | Anmerkung |
| ---------------- | -------------------------- | ------ | --------- |
| I. Wahlperiode   | Karl Daczko                | Sejm   |           |
| I. Wahlperiode   | Kurt Graebe                | Sejm   |           |
| I. Wahlperiode   | Joseph Klinke              | Sejm   |           |
| I. Wahlperiode   | Berthold Moritz            | Sejm   |           |
| I. Wahlperiode   | Eugen Naumann              | Sejm   |           |
| I. Wahlperiode   | Otto Somschor              | Sejm   |           |
| I. Wahlperiode   | Georg Busse                | Senat  |           |
| I. Wahlperiode   | Erwin Hasbach              | Senat  |           |
| II. Wahlperiode  | Walter Birschel            | Sejm   |           |
| II. Wahlperiode  | Kurt Graebe                | Sejm   |           |
| II. Wahlperiode  | Nordewin von Diest-Koerber | Sejm   |           |
| II. Wahlperiode  | Ferdinand Lang             | Sejm   |           |
| II. Wahlperiode  | Berthold Moritz            | Sejm   |           |
| II. Wahlperiode  | Eugen Naumann              | Sejm   |           |
| II. Wahlperiode  | Bernd von Saenger          | Sejm   |           |
| II. Wahlperiode  | Wilhelm Spitzer            | Sejm   |           |
| II. Wahlperiode  | Anton Tatulinski           | Sejm   |           |
| II. Wahlperiode  | Ernst Barczewski           | Senat  |           |
| II. Wahlperiode  | Georg Busse                | Senat  |           |
| II. Wahlperiode  | Erwin Hasbach              | Senat  |           |
| III. Wahlperiode | Kurt Graebe                | Sejm   |           |
| III. Wahlperiode | Bernd von Saenger          | Sejm   |           |
| III. Wahlperiode | Georg Busse                | Senat  |           |